# Edwige Bancole
Edwige Bancole là một vận động viên chạy nước rút của Bénin. Bà đã thi đấu ở nội dung 100 mét nữ tại Thế vận hội Mùa hè 1980.